# Список лінійних кораблів Франції
Список лінійних кораблів Франції — перелік лінійних кораблів, які перебували на озброєнні Військово-морських сил Франції.
У період між 1889 і 1949 роками французький флот побудував серію пре-дредноутів, дредноутів та швидких лінкорів, загалом налічуючи тридцять чотири бойові кораблі цього класу: 23 пре-дредноути, 7 дредноутів та 4 швидкі лінкори. Ще 5-7 дредноутів і два швидких лінкори — були скасовані на різних стадіях будівництва (один з яких був перероблений під авіаносець під час побудови), а ще 7 будівництво було скасовано ще до початку робіт. Перша програма будівництва лінкорів розпочалася після періоду плутанини у стратегічному мисленні у Франції щодо оптимальних розмірів флоту. У той час французьке військово-морське командування складалося з конкуруючих фракцій, одна з яких виступала за будівництво флоту капітальних кораблів, продовжуючи програму традиційних панцерних військових кораблів, які домінували у флоті у 1860-70-х роках. Інша фракція їхніх опонентів віддавала перевагу доктрині «Молода школа», яка наполягала на розвитку та будівництві дешевих міноносців для протистояння коштовним капітальним кораблям. Протягом цього періоду рішення про морське будівництво часто залежали від міністра військово-морського флоту на той час.

## Лінійні кораблі Франції
Позначення

### Пре-дредноути
| № з/п         | Зображення | Назва         | Тип              | Водотоннажність | Закладений       | Спущено на воду | Введено в експлуатацію | Статус | Прим.                                           |
| ------------- | ---------- | ------------- | ---------------- | --------------- | ---------------- | --------------- | ---------------------- | --- | ----------------------------------------------- |
| Пре-дредноути |            |               |                  |                 |                  |                 |                        | |                                                 |
| 1             |            | «Бреннус»     |                  | 11 370 тонн     | 2 січня 1889     | 17 жовтня 1891  | 11 січня 1896          | 22 серпня 1919 року списаний; 1922 році розібраний на брухт                                                                                 |                                                 |
| 2             |            | «Карл Мартел» |                  | 11 839 тонн     | 1 серпня 1891    | 29 серпня 1893  | 20 лютого 1897         | 30 жовтня 1919 року списаний; 20 грудня 1920 року проданий на брухт                                                                         |                                                 |
| 3             |            | «Карно»       |                  | 11 954 тонни    | липень 1891      | 12 липня 1894   | 25 червня 1897         | 1922 році списаний та проданий на брухт |                                                 |
| 4             |            | «Жорегіберрі» |                  | 11 818 тонн     | листопад 1891    | 27 жовтня 1893  | 30 січня 1897          | 20 червня 1920 року списаний; 23 червня 1934 року розібраний на брухт                                                                       |                                                 |
| 5             |            | «Массена»     |                  | 11 735 тонн     | вересень 1892    | 24 липня 1895   | 25 травня 1898         | 9 листопада 1915 року затоплений як хвилеріз для захисту евакуації експедиційних військ союзників, що відступали з Галліполійської кампанії |                                                 |
| 6             |            | «Буве»        |                  | 12 200 тонн     | 16 січня 1893    | 27 квітня 1896  | 27 липня 1898          | 18 березня 1915 року загинув унаслідок підриву на міні під час морських боїв Галліполійської кампанії                                       |                                                 |
| 7             |            | «Шарлемань»   | типу «Шарлемань» | 11 275 тонн     | 2 серпня 1894    | 17 жовтня 1895  | 12 вересня 1897        | 21 червня 1920 року списаний; 1923 році проданий на брухт                                                                                   |                                                 |
| 8             |            | «Сен-Луї»     | типу «Шарлемань» | 11 275 тонн     | 28 березня 1895  | 8 вересня 1896  | 1 вересня 1900         | 29 червня 1931 року списаний; 25 квітня 1933 року проданий на брухт                                                                         |                                                 |
| 9             |            | «Голуа»       | типу «Шарлемань» | 11 275 тонн     | 6 січня 1896     | 6 жовтня 1896   | 15 січня 1899          | 27 грудня 1916 року потоплений німецьким підводним човном UB-47 у Критському морі                                                           |                                                 |
| 10            |            | «Єна»         |                  | 11 688 тонн     | 15 січня 1898    | 1 вересня 1898  | 14 квітня 1902         | 12 березня 1907 року знищений унаслідок вибуху в артилерійському льосі; 2 грудня 1909 року рештки затоплені як корабель-мішень              |                                                 |
| 11            |            | «Сюффрен»     |                  | 12 432 тонни    | 5 січня 1899     | 25 липня 1899   | 3 лютого 1904          | 26 листопада 1916 року потоплений торпедною атакою німецького підводного човна U-52 на відстані 90 миль західніше португальського берега    |                                                 |
| 12            |            | «Републік»    | типу «Републік»  | 14 870 тонн     | 27 грудня 1901   | 4 вересня 1902  | 12 січня 1907          | 21 травня 1921 року списаний та розібраний на брухт                                                                                         |                                                 |
| 13            |            | «Патрі»       | типу «Републік»  | 14 870 тонн     | 1 квітня 1902    | 17 грудня 1903  | 1 липня 1907           | 25 вересня 1937 року списаний зі складу флоту та розібраний на брухт                                                                        |                                                 |
| 14            |            | «Ліберте»     | типу «Ліберте»   | 14 900 тонн     | 1 листопада 1902 | 19 квітня 1905  | 1 березня 1908         | 25 вересня 1911 року знищений унаслідок вибуху в артилерійському льосі                                                                      |                                                 |
| 15            |            | «Жюстіс»      | типу «Ліберте»   | 14 900 тонн     | квітень 1903     | 27 жовтня 1904  | 1 березня 1908         | 29 листопада 1921 року списаний та 30 грудня 1921 року проданий на брухт                                                                    |                                                 |
| 16            |            | «Веріте»      | типу «Ліберте»   | 14 900 тонн     | квітень 1903     | 28 травня 1907  | 1 червня 1908          | 18 травня 1921 року списаний та у вересні проданий на брухт                                                                                 |                                                 |
| 17            |            | «Демократі»   | типу «Ліберте»   | 14 900 тонн     | 1 травня 1903    | 30 квітня 1904  | 13 січня 1908          | 18 травня 1921 року списаний на брухт |                                                 |
| 18            |            | «Дантон»      | типу «Дантон»    | 18 754 тонни    | лютий 1906       | 4 липня 1909    | 1 червня 1911          | 19 березня 1917 року потоплений німецьким підводним човном U-64 південно-західніше Сардинії                                                 |                                                 |
| 19            |            | «Кондорсе»    | типу «Дантон»    | 18 754 тонни    | 23 серпня 1907   | 20 квітня 1909  | 25 липня 1911          | у серпні 1944 року серйозно пошкоджений союзною авіацією; затоплений німцями. Після війни піднятий та проданий на брухт                     | Використовувався Крігсмаріне як плавуча казарма |
| 20            |            | «Дідро»       | типу «Дантон»    | 18 754 тонни    | 20 жовтня 1907   | 19 квітня 1909  | 1 серпня 1911          | 30 липня 1937 року проданий на брухт |                                                 |
| 21            |            | «Мірабо»      | типу «Дантон»    | 18 754 тонни    | 4 травня 1908    | 28 жовтня 1909  | 1 серпня 1911          | 28 квітня 1922 року розібраний на брухт |                                                 |
| 22            |            | «Верньо»      | типу «Дантон»    | 18 754 тонни    | листопад 1907    | 12 квітня 1910  | 18 грудня 1911         | 27 жовтня 1921 року списаний зі складу флоту та 27 листопада 1928 року розібраний на брухт                                                  |                                                 |
| 23            |            | «Вольтер»     | типу «Дантон»    | 18 754 тонни    | 20 липня 1907    | 16 січня 1909   | 1 серпня 1911          | 31 травня 1938 року затоплений у бухті Кіброн як корабель-мішень; 1949 році рештки продані на брухт                                         |                                                 |

### Дредноути
| № з/п     | Зображення | Назва     | Тип              | Водотоннажність | Закладений        | Спущено на воду  | Введено в експлуатацію | Статус | Прим. |
| --------- | ---------- | --------- | ---------------- | --------------- | ----------------- | ---------------- | ---------------------- | --- | --- |
| Дредноути |            |           |                  |                 |                   |                  |                        | | |
| 24        |            | «Курбе»   | типу «Курбе»     | 25 579 тонн     | 1 вересня 1910    | 23 вересня 1911  | 8 жовтня 1913          | 9 червня 1944 року затоплений як хвилеріз у бухті «Малберрі» в Нормандській операції поблизу плацдарму «Сорд» | У місті затоплення був двічі атакований німецькими людино-торпедами Neger                                                                |
| 25        |            | «Жан Бар» | типу «Курбе»     | 25 579 тонн     | 15 листопада 1910 | 22 вересня 1911  | 2 вересня 1913         | 15 серпня 1935 року списаний зі складу флоту та 14 грудня 1945 року розібраний на брухт                       | |
| 26        |            | «Парі»    | типу «Курбе»     | 25 579 тонн     | 10 листопада 1910 | 28 вересня 1912  | 22 серпня 1914         | 21 грудня 1955 року списаний на брухт                                                                         | |
| 27        |            | «Франс»   | типу «Курбе»     | 25 579 тонн     | 30 листопада 1911 | 7 листопада 1912 | 1 липня 1914           | 26 серпня 1922 року наразився на мілину та затонув у бухті Кіброн                                             | |
| 28        |            | «Бретань» | типу «Бретань»   | 26 600 тонн     | 22 липня 1912     | 21 квітня 1913   | 10 лютого 1916         | 3 липня 1940 року затоплений Королівським флотом Великої Британії при проведенні нападу на Мерс-ель-Кебір     | |
| 29        |            | «Прованс» | типу «Бретань»   | 26 600 тонн     | 21 квітня 1912    | 20 квітня 1913   | 1 березня 1916         | 27 листопада 1942 року затоплений у Тулоні екіпажем через загрозу захоплення німцями                          | |
| 30        |            | «Лорейн»  | типу «Бретань»   | 26 600 тонн     | 1 серпня 1912     | 30 вересня 1913  | 10 березня 1916        | у січні 1954 року розібраний на брухт                                                                         | |
| 31        |            | «Беарн»   | типу «Нормандія» | 28 270 тонн     | 10 січня 1914     | 15 квітня 1920   | 5 грудня 1927          | у березні 1967 року зданий на злам                                                                            | у 1920-х роках був перетворений на авіаносець; решта лінкорів («Нормандія», «Фландрія», «Гасконь», «Лангедок») не добудована і розібрана |
| 32        |            | «Ліон»    | типу «Ліон»      | 29 600 тонн     | —                 | —                | —                      | — | будівництво броненосців («Ліон», «Дюкен», «Турвіль», «Лілль») було скасоване ще до початку робіт                                         |

### Швидкі лінійні кораблі
| № з/п                  | Зображення | Назва       | Тип            | Водотоннажність | Закладений        | Спущено на воду | Введено в експлуатацію | Статус                                                                                           | Прим.                                                                                   |
| ---------------------- | ---------- | ----------- | -------------- | --------------- | ----------------- | --------------- | ---------------------- | ------------------------------------------------------------------------------------------------ | --------------------------------------------------------------------------------------- |
| Швидкі лінійні кораблі |            |             |                |                 |                   |                 |                        |                                                                                                  |                                                                                         |
| 33                     |            | «Дюнкерк»   | типу «Дюнкерк» | 35 500 тонн     | 24 грудня 1932    | 2 жовтня 1935   | 1 травня 1937          | 27 листопада 1942 року затоплений екіпажем у Тулоні, списаний у 1945, розібраний на брухт у 1958 |                                                                                         |
| 34                     |            | «Страсбург» | типу «Дюнкерк» | 36 380 тонн     | 25 листопада 1934 | 12 грудня 1936  | 15 вересня 1938        | 27 листопада 1942 року затоплений екіпажем у Тулоні, списаний у 1945, розібраний на брухт у 1955 |                                                                                         |
| 35                     |            | «Рішельє»   | типу «Рішельє» | 44 698 тонн     | 22 жовтня 1935    | 17 січня 1939   | 1 квітня 1940          | 30 вересня 1967 року списаний та наступного року розібраний на брухт                             |                                                                                         |
| 36                     |            | «Жан Бар»   | типу «Рішельє» | 44 698 тонн     | 12 грудня 1936    | 6 березня 1940  | 8 січня 1949           | 10 лютого 1970 року списаний та розібраний на брухт                                              |                                                                                         |
| 37                     |            | «Клемансо»  | типу «Рішельє» | 44 698 тонн     | 17 січня 1939     | —               | —                      | 1951 році недобудований розібраний на брухт                                                      | Четвертий лінкор цього типу «Гасконь» не закладався                                     |
| 38                     |            | «Ельзас»    | типу «Ельзас»  | 44 800 тонн     | —                 | —               | —                      | —                                                                                                | будівництво лінкорів («Ельзас» та ще трьох без назв) було скасоване ще до початку робіт |